# Diversitat funcional
Diversitat funcional és un terme alternatiu al de discapacitat que ha començat a utilitzar-se per iniciativa de les mateixes persones afectades i pretén substituir altres termes amb una semàntica que pot considerar-se pejorativa, com ara "discapacitat" o "minusvalidesa". Finalment, inclou una conceptualització de l'educació inclusiva, els determinants i la descripció de directrius basades en l'experiència. Com se cita a l'article de la Web of Science: "Inclusive education and functional diversity: "Knowing realities, transforming paradigms and providing elements for practice". Es proposa un canvi cap a una terminologia no negativa, no rehabilitadora, sobre la diversitat funcional. (Diaz & Rodriguez, 2016, p. 48) El terme va ser proposat en el Fòrum de Vida Independent, el mes de gener de 2005. Extret de l'article: "Diversidad funcional, nuevo término para la lucha por la dignidad en la diversidad del ser humano".
La diversitat funcional podria entendre's també com un fenomen, fet o característica present en la societat que, per definició, afectaria a tots els seus membres per igual, a causa que durant la infància i la senectut, totes les persones són dependents. Per tant, és possible afirmar que, en un moment donat, en la societat existeix diversitat funcional de la mateixa manera que s'observa diversitat cultural, sexual o generacional.
El canvi terminologic ha donat lloc també a una nova manera d'entendre el fenomen i ha significat la descripció d'un Model de la Diversitat.
El terme dones i homes amb diversitat funcional és una cosa inherent a l'esser humà que, en moltes ocasions, pot ser de caràcter transitori o circumstancial, per la qual cosa aflora els seu caràcter de conflicte social de forma directa, indirecta, transitòria o definitiva i a tots ens arriba. El terme consta de quatre paraules, i això la fa a priori més complexa d'utilitzar que el terme que pretén substituir: persones amb discapacitat. (Romañach & Lobato, 2005, p. 1)
El terme diversitat funcional està format per dues paraules que l'engloben en un sol significat.
En alguns casos, la diversitat funcional ha sigut inacceptada en la societat. Per evitar aquesta terminologia sovint pejorativa i acceptar a les persones que la pateixen, el fòrum independent Living-Spain va proposar el tema “persona amb diversitat” el 2005, entenent que “es descrivia una realitat de les funcions de la persona en la manera que és diversa o diferent a la majoria de societat”.
L'opressió i exclusió soferta a les persones amb discapacitat funcional durant dècades a Espanya, els ha guiat per ser constants a fer campanya amb els seus drets, per aconseguir igualtat d'oportunitats, per la seva dignitat i per la seva participació en la societat. (Ianez & Gonzalez, 2017, p. 114)

## Els inicis de la diversitat funcional
El principi de la diversitat funcional comença amb els treballs de la sociologia critica de la discapacitat, desenvolupats a Anglaterra a partir de la dècada dels 80 del segle passat. Es tracta d'un nou paradigma produït per la confluència de diversos corrents de pensament: les teories materialistes (Finkelstein, Oliver, Abberley), la teoria feminista (Jenny Morris) i diversos autors enquadrats en els corrents postmoderns. Davant dels plantejaments sociològics positivistes i interpretatius, la sociologia critica de la discapacitat pretén, en primer lloc, realitzar les seves recerques incorporant de forma activa la veu de les persones amb diversitat funcional i en segon lloc, considera que l'orientació de la recerca no ha de centrar-se en l'anàlisi de les persones amb diversitat funcional, sinó en la societat incapacitada, en les estructures socials que originen i mantenen l'opressió. Per això, la discapacitat no pot ser considerada com un estat estàtic, sinó com alguna cosa temporal i canviant.
Finalment, entén que l'objectiu de la recerca sociològica és la consecució de l'emancipació de les persones amb diversitat funcional mitjançant la transformació social.
La diversitat funcional és, en resum, un model sociopolític que pretén superar la concepció naturalista de la discapacitat defensada pel model mèdic, sorgit des del pensament científic a partir del segle xvii. El punt nuclear d'aquest nou model és la distinció entre “ discapacitat” i “diversitat funcional”. Com consta en l'article "Human rights and justice to people with functional diversity" de la Web of science.

## Discapacitat i diversitat funcional
Per establir diferències entre diversitat i discapacitat, direm que per diversitat funcional s'entén la manca parcial o total d'un membre, o la possessió d'un membre, òrgan o mecanisme del cos que té un funcionament diferent. És, doncs, un concepte referit al plànol corporal de l'individu. Per contra, el model social concep la discapacitat com el conjunt de desavantatges o limitacions de l'activitat que tenen el seu origen en la manera d'estar organitzada la societat, quan margina o exclou a les persones amb diversitat funcional. En suma, el model social remarca que la discapacitat no es un fenomen patològic natural, tal com s'apuntava des del model mèdic.(Aparicio, 2016, p.15)

## Disciplina, normalització i discapacitat
El concepte de discapacitat es defineix, per tant, com a limitació i restricció per dur a terme una vida normal en virtut d'una deficiència en l'ordre del comunament entès com a salut. Implicita estan les nocions sobre el que és normal i el que no ho és, del que és saludable i el que no ho és, definicions que disten molt de ser alguna cosa universal i dau, sinó que mes bé guarden relació amb el considerat com a normal segons qüestions tant de l'ordre de l'estadístic com de l'ordre dels judicis de valor, és a dir, del que una societat estima com bé i desagradable.
El normal es proposa per unificar la diversitat, per absorbir la diferència, generant així un ordre determinat que, per definició, exclou la possibilitat de qualsevol ordre alternatiu. (Rodriguez & Ferreira, 2010, p. 292)

## L'entorn social
L'entorn social, construït per persones sense diversitat funcional utilitzant les seves pròpies normes, discrimina o exclou als grups de persones amb diversitat funcional, la qual cosa fa emergir la discapacitat. Són les barreres – econòmiques, socials, polítiques o culturals – que la societat ha anat construint, per acció o omissió, les que incapaciten als individus amb diversitat funcional.
El model social introdueix, doncs, un autèntic gir en el tractament del tema. En concebre la discapacitat com un categoria social i política, converteix en qüestions significatives la justícia, la igualtat, la ciutadania i els drets humans de les persones amb diversitat funcional.
A la llum del principi d'igualtat jurídica vigent i de l'exclusió experimentada per aquests col·lectius, degut a la interacció entre les diferències corporals que presenten i una societat incapacitada, sorgeixen les reivindicacions morals per a fer front al que els afectats – o les seves famílies - perceben com a injustícies. Els avenços socials produïts des dels últims decennis del segle XX suposen que els Drets humans i la justícia amb les persones amb diversitat funcional se’ls deixi de veure únicament com a persones que han de ser rehabilitades i assistides, passant ara a ser considerades també com a persones jurídiques. És a dir, com a ciutadans que han de tenir els mateixos drets que la resta de membres de la comunitat.
L'expansió del reconeixement dels drets humans - drets civils, polítics i socials - fins a abastar a les persones amb diversitat funcional atorga a les mateixes - quan són implements - el respecte social necessari perquè puguin construir el seu autorespecte, com a forma positiva de referir-se a si mateixes.Citat a l'article "Human rights and justice to people with functional diversity" de la Web of science.

## L'àmbit familiar
Quan parlem que algun membre del grup mostra algun tipus de diversitat funcional, sorgeix una crisi dins del grup familiar i afecta a tots els membres. Aquesta situació molts cops és donada per la presència del deteriorament de la parla o de la comunicació durant el seu desenvolupament, per tant, és molt important que els sistemes de comunicació alternatius estiguin presents amb els seus corresponents professionals per ajudar el més primerenc possible al desenvolupament de l'infant o adolescent durant el seu procés de desenvolupament.
Diversos autors com són Basil,Soro i Rosell (2000) plantegen un conjunt de recursos dissenyats i plantejats per facilitar la comprensió i expressió de la parla per persones que no poden mostrar tota la totalitat d'aquesta per un deteriorament d'alguna zona central del cervell.
Un factor clau que influencia a la forma de com una persona en qualsevol tipus de diversitat funcional enfronta la seva situació des del naixement del nadó és el paper que realitzen els especialistes que ajuden a les famílies amb infants en qualsevol tipus de dificultat que presentin.
La pràctica centrada amb la família és molt important, ja que ajuda als membres a revelar les seves fortaleses internes i compensar les seves dificultats des d'una perspectiva d'empoderament.
A més a més desenvolupen una habilitat que són autosuficients per manejar la situació, sigui per proporcionar atenció bàsica o crear noves situacions on facilitin el desenvolupament d'habilitats mentals més elevades.

## L'àmbit educatiu
La diversitat pot afectar positivament l'aprenentatge acadèmic, una d'aquestes seria millorar les habilitats de resolució de problemes i fomentar conductes grupals positives amb tots els infants.
La discapacitat és una part de la diversitat de l'aula, però sovint és ignorat, primer perquè la majoria dels plans d'estudis estàndard són dissenyats pensant en l'aprenentatge mitjà, fet que els fa inaccessibles als aprenents que tenen aquests tipus de dificultats o diversitat.
Diversitat hi ha en tota l'aula i diversos som tots els humans. Cadascú en el seu grau i el que s'hauria de fer és adaptar el currículum basant-se en les necessitats que mostra cada infant.
Als plans d'estudi els inconvenients són associats amb la idea que la realització de modificacions curriculars es posicionarien en una situació d'avantatge a l'estudiant amb diversitat funcional en enfront dels seus companys. O suposarien baixar el nivell curricular de la matèria en general i, per tant, no adquisició dels objectius que es persegueixen.
En definitiva, hi ha evidències significatives que impedeixen, la participació en l'aprenentatge de les persones amb diversitat funcional.
En resultat d'aquest fracàs, molts estudis plantegen la necessitat de formació del professorat per millorar les estratègies d'ensenyament- aprenentatge davant l'alumnat.
S'ha de considerar que l'educació inclusiva ha de respondre a la diversitat, ha de ser un tema que necessita considerar-se en les agendes de totes les universitats, sent imprescindible el fet de fer debats, sensibilitzar a la societat i formació. És necessari que el professorat tingui l'oportunitat i l'espai suficient per formar-se i donar respostes adequades educatives referents a la diversitat. (Cousik, 2015, p.54)

### Els reptes dels docents
Quan els professors avaluen les habilitats acadèmiques i de comportament dels seus estudiants, examinen factors culturals, familiars i ecològics que es troben fora de la mesura d'avaluació que actualment són predominants a Europa.
Per tant, els professors el que fan és ser capaços de dissenyar estratègies educatives per a infants amb discapacitat que siguin fortament basades en el context de la seva cultura.
Els professors treballen constantment i perfeccionen les seves competències culturals abans de replantejar el seu currículum i instrucció. Un dels models de replantejament és el model proposat per Weinstein et al. (2004) i té quatre components sustentats en:
- Pas 1: Els professors examinen els seus coneixements i actituds previs a la diversitat.
- Pas 2: Els professors s'esforcen per augmentar els seus coneixements coneixent-ne estudiants i les seves famílies.
- Pas 3: els professors aprofiten el coneixement i l'acceptació del model

crear un entorn social sa a les seves aules.
- Pas 4: Els professors revisen el seu currículum i la seva pràctica instructiva experiències positives d'aprenentatge.

Els professors reflexionen sobre com aquests factors contribueixen a qui són present i com afecta la seva pràctica instructiva. (Cousik, 2015, p. 55)

### La Universitat
S'estableix que l'educació integral de les persones amb diversitat funcional, amb recursos, suport i ajustos que des de la legislació es considera necessaris. La Llei Orgànica 4/2007 (BOE,2007) d'Universitats expressa l'imperatiu de respondre a les necessitats i demandes del col·lectiu així com adoptar mesures que garanteixin, l'adaptació de les proves d'accés, la permanència en els estudis universitaris, augment de beques i ajudes a l'estudi i integració plena dels estudiants.
Encara que les Universitats ofereixin una oportunitat als estudiants amb diversitat funcional, hi ha encara un llarg camí perquè aquesta institució sigui inclusiva. No n'hi ha prou amb garantir el procés; també calen uns plans de treball per aconseguir la continuació i l'èxit en els estudis universitaris.
Hi ha un comitè d'universitats que caminen cap a la inclusió. En aquest context, les iniciatives han de generar una crítica al coneixement, un desenvolupament professional i una intervenció social demanant l'atenció dels estudiants amb diversitat funcional i donant resposta a cada una de les seves necessitats.
Les barreres curriculars són el principal obstacle. Per a la inclusió dels estudiants, els ajustaments raonables que potser es necessitarien: utilitzar diverses metodologies, recursos que permetessin accés als continguts, donar més temps o adaptació dels tests,. Per tot això, l'entrenament de la facultat es considera essencial.
En el cas d'Espanya, alguns autors, proposen la creació d'un entrenament material específic per entrenar els membres de la facultat en una metodologia accessible i diversa més propera. Tot i això, encara és necessari proposar més processos d'entrenament, així com oferir més recursos per garantir el seu desenvolupament.
Per tot això, considerem que l'educació inclusiva s'ha de responsabilitzar de la diversitat, sent un problema que necessita ser considerat a les agendes de totes les universitats com un punt de debat, sensibilització i entrenament. (Morina & Cotan, 2017, p.21)

### L'ús de les TIC
Els diferents centres educatius ofereixen als docents una formació contínua amb la qual adquirir coneixements i habilitats que permetin l'ús de les TIC com un recurs per apropar els processos d'ensenyament-aprenentatge a tots els alumnes, incloent-hi aquells amb necessitats educatives especials per discapacitat.
Reparar en els factors d'eficiència i eficàcia de les pràctiques pedagògiques amb les TIC, augmenten la comunicació i potencien les capacitats de les persones amb discapacitat afavorint la reducció de les seves limitacions. (Fernandez & Rodriguez, 2017)

## Els drets socials
La Convenció del 2006 sobre els drets de les persones amb discapacitat inclou un conjunt de drets socials reconeguts amb diversitat funcional. Alguns d'ells són els següents:
- Article 3: reconeix el dret a la no discriminació i el dret a la igualtat d'oportunitats.
- Article 5: reconeix la igualtat davant la llei i els ajustos raonables, la qual cosa repercuteix en els altres drets socials.
- Article 19: reconeix al dret a la vida independent i a la inclusió en la comunitat, la qual cosa suposa el dret a disposar del servei d'assistència domiciliària, dels serveis a la comunitat o de l'assistència personal.
- Article 24: es refereix al dret a un sistema d'educació inclusiu, incorporant l'accessibilitat, els suports raonables i les mesures de suport personalitzades.
- Article 25: reconeix el dret a la salut, la qual cosa es concreta en el disseny de serveis de salut que assumeixi les especificitats de les persones amb diversitat funcional, la formació de professionals perquè prestin una atenció amb la mateixa qualitat que altres persones i que sigui respectuosa amb la dignitat i els drets humans.
- Article 26: reconeix el dret a l'habilitació i rehabilitació en diferents àmbits - salut, educació, ocupació i serveis socials-.
- Article 27: reconeix el dret al treball i l'ocupació en entorns inclusius i accessibles.

En resum, el discurs moral-jurídic de la Convenció del 2006 és la promoció del respecte moral a la dignitat de totes les persones amb diversitat funcional. Aquesta promoció queda connectada al reconeixement d'iguals drets humans o a l'assegurament d'iguals condicions d'accés als mateixos.

## Crítiques al terme diversitat funcional
El terme diversitat funcional per referir les persones amb discapacitat ha estat criticat des dels seus inicis per les persones afectades mateixes. D'una banda, és un terme proposat per una minoria de les persones afectades que no compta, però, amb l'acord de tot el sector, mentre que el concepte actual de la discapacitat, basat en el model social, és un terme consensuat internacionalment. D'altra banda, és un terme, lingüísticament, que no sembla concretar cap col·lectiu perquè totes les persones són diverses funcionalment.